# Beyond the Sea (Black Mirror)
"Beyond the Sea" é o terceiro episódio da sexta temporada da série de antologia Black Mirror. Ele foi escrito pelo criador da série Charlie Brooker e dirigido por John Crowley. O episódio foi lançado no serviço de streaming Netflix no dia 15 de junho de 2023, em conjunto com o restante da sexta temporada.
O episódio é situado em um 1969 alternativo e acompanha a história de dois astronautas, Cliff (Aaron Paul) e David (Josh Hartnett), que lutam com as consequências de uma tragédia na Terra.

## Enredo
Em um passado alternativo ambientado em 1969, os astronautas Cliff (Aaron Paul) e David (Josh Hartnett) embarcaram em uma missão espacial com duração de seis anos. Como sua presença a bordo da nave é necessária apenas para verificações e reparos de rotina, os dois passam seu tempo livre transferindo sua consciência para réplicas mecânicas que estão na Terra com suas respectivas famílias, e fazem isto utilizando placas de acesso que ativam o processo de transferência.
Enquanto David está em sua réplica, sua família é atacada por membros de um culto que acreditam que sua forma de réplica não é natural; eles destroem sua réplica e matam sua família. David, que agora está isolado na nave, torna-se catatônico e suicida. A esposa de Cliff, Lana (Kate Mara), sugere que Cliff permita que David use sua réplica brevemente para ajudá-lo a se recuperar. David agradece o breve tempo e faz uma oferta para Cliff, se caso ele continuasse a permitir que David use sua réplica, ele pintaria um quadro de sua casa, e Cliff aceita.
As visitas iniciais de David à casa de Cliff o levam a conhecer Lana melhor, e os dois ficam mais próximos. Durante seu tempo sozinho na nave, David começa a esboçar fotos nuas de Lana de sua memória. Em uma visita, David tenta avançar em Lana, mas ela o rejeita. O filho de Cliff contamina a pintura e David bate nele. Após isso Lana exige que David saia. Enquanto isso, Cliff está na nave esperando por David quando ele, ao explorar o quarto do parceiro, descobre os desenhos de Lana nua. Após o retorno de David para a nave, Cliff exige saber se ele está tendo um caso com Lana, o que ele nega, mas diz a Cliff que ele não valoriza Lana o suficiente. Mais tarde, quando Cliff entra em sua réplica, Lana também nega ter um caso e quer que Cliff interrompa as visitas de David pela forma como ele tratou o filho deles.
Algum tempo depois, David chama Cliff de volta à nave para atender a uma emergência falsa. Enquanto Cliff sai da nave para fazer os supostos reparos, David usa a placa de acesso de Cliff para retornar à réplica do parceiro uma última vez, prendendo-o do lado de fora por um breve período. Após retornar, Cliff percebe que algo está errado e corre de volta para sua réplica. Ele encontra sua esposa e filho massacrados em sua casa, com sangue nas mãos "dele". Cliff, agora devastado, volta para a nave onde David, que estava em seu aguardo, lhe oferece um assento.

## Produção
A Netflix anunciou que a sexta temporada de Black Mirror estava em desenvolvimento em maio de 2022, quase três anos desde o lançamento da temporada anterior. O roteiro de "Beyond the Sea" foi escrito por Charlie Brooker com a direção de John Crowley.
A decisão de ambientar um episódio no passado foi inspirada em "Demon 79", o primeiro episódio da sexta temporada a ser escrito. Situado em 1969, "Beyond the Sea" foi inspirado na ficção científica da época e nas previsões de Helter Skelter sobre a Família Manson. Brooker disse que os personagens se comportam de maneira diferente devido à falta de telefones celulares.
Brooker escreveu o episódio como uma reação aos lockdowns de COVID-19 no Reino Unido que ocorreram naquele período. Ele enxergou o episódio como uma trama que aborda o conceito de trabalho remoto. Hartnett disse que a alma de uma pessoa irá "atrofiar" se "amor e conexão" forem tirados dela, como no caso de David. Mara viu que David, Cliff e Lana experimentaram isolamento.

### Escolha de elenco e filmagens
As primeiras informações sobre o episódio foram divulgadas em julho de 2022 revelaram a escalação de Aaron Paul, Josh Hartnett, Kate Mara e Auden Thornton. A escalação de Rory Culkin foi revelada em abril de 2023. O elenco foi vinculado ao episódio "Beyond the Sea" um mês antes do lançamento da temporada.
Paul está entre os poucos atores com mais de uma aparição em Black Mirror, já tendo feito uma participação especial no final de "USS Callister", um episódio com tema espacial que também foi a estreia da quarta temporada. Ele aceitou o papel em "USS Callister" com a condição de que isso não o impedisse de participações futuras. Ele também fez um teste para um episódio diferente e foi lhe oferecido uma participação na quinta temporada, mas ele não pôde comparecer devido a conflitos de agenda.
Paul sempre foi um grande fã de Black Mirror e afirmou que o programa o encorajou a limitar o uso de tecnologia e mídia social — incluindo não possuir um computador. Ele queria que seus papéis de atuação fossem "personagens que estão lidando com muitos conflitos". Mara disse que sempre ficou claro qual personagem Paul estava interpretando em "Beyond the Sea", já que David está "muito mais presente com Lana" enquanto Cliff "se foi de muitas formas".
Uma grande parcela das filmagens do episódio foram feitas em Whitstable, na Inglaterra, durante as ondas de calor do verão de 2022 que afligiram a região. O interior da espaçonave foi construído em Twickenham, Inglaterra — no mesmo estúdio onde os Beatles gravaram a canção "Get Back" (1969). Três noites de filmagem ocorreram em Valência, Espanha, incluindo a cena em que a família de David é morta. Hartnett disse que esta cena foi "no final de uma noite muito longa", com tempo limitado e emocionante para ele como pai.

## Temas e análises
O assassinato da réplica de David e sua família foram inspirados no assassinato de Sharon Tate pela Família Manson em 1969, o mesmo ano em que acontecem os eventos do episódio.

## Recepção
O episódio recebeu críticas positivas em geral. No agregador de críticas Rotten Tomatoes, o episódio detém um índice de aprovação de 91% com base em 11 avaliações. O The Independent avaliou o episódio com quatro de cinco estrelas, sendo esta a mesma avaliação conferida pelo The Daily Telegraph.